# Ferrovia del Lötschberg
La ferrovia del Lötschberg è un'importante linea ferroviaria svizzera, che collega l'Oberland Bernese al Vallese valicando il massiccio del Lötschberg.

## Storia
La costruzione della linea fu motivata dalla lontananza del cantone di Berna dal resto degli assi ferroviari svizzeri formati dal tunnel del San Gottardo (1882) e dal tunnel del Sempione (1906). Il passaggio attraverso il Lötschberg avrebbe fornito un collegamento tra l'Italia, la zona nord-occidentale della Svizzera con il cantone di Berna, e la Germania.
Il cantone di Berna ha utilizzato i diritti che gli sono stati concessi dal federalismo svizzero per poter stabilire una propria linea. Restava però il problema finanziario, perché se la linea del Gottardo era stata finanziata dalla Confederazione, non era così per il progetto del Lötschberg. Berna doveva trovare le risorse economiche necessarie per realizzare il progetto.
Nel 1891 un piccolo gruppo composto da personalità bernesi ottenne la concessione per costruire una linea tra Spiez e Frutigen con la possibilità di prolungare eventualmente la tratta fino al Vallese. Wilhelm Teuscher, ex giudice e membro del Consiglio di Stato bernese, studiò la possibilità di avere una linea che avrebbe collegato Kandersteg per poi attraversare con un tunnel il massiccio del Balmhorn per sbucare a Goppenstein sul versante vallesano. La linea si sarebbe poi unita alla pianura del Rodano intorno a Visp per connettersi a Briga alla linea del Sempione.
Il 25 luglio 1901 fu inaugurata la tratta Spiez-Frutigen (SFB, Spiez-Frutigen-Bahn) che costituì la prima tappa della linea del Lötschberg. Accanto alla prima variante consistente nel collegare Kandersteg a Goppenstein, il consiglio di stato aveva ideato un'altra soluzione passante sotto il Wildstrubel con un portale nord a Lenk im Simmental e un portale sud a Loèche-les-Bains.
Tuttavia, il comitato pro-Lötschberg riuscì a imporre il percorso originariamente concordato e la costruzione della linea attraverso la Kandertal poté così iniziare. Il 27 luglio 1906 fu fondata la società BLS (Bern-Lötschberg-Simplon), responsabile della costruzione e del funzionamento della linea. Il 1º gennaio 1907 la BLS rilevò la sezione Spiez-Frutigen gestita dalla SFB. Il consorzio Entreprise du Lötschberg (il nome della società era in francese) iniziò a scavare il tunnel il 15 ottobre 1906, dal portale nord a Kandersteg.
La linea era inizialmente prevista con un solo binario ma il progetto è stato realizzato in modo tale da rendere possibile l'aggiunta di un altro binario. La pendenza massima è stata fissata al 2,7% e la curvatura minima a 300 metri. Sul versante vallesano e bernese è stata allestita una piccola linea con una distanza di 75 centimetri destinata alla costruzione.
La costruzione della linea è stata teatro di numerosi incidenti mortali. Il 29 febbraio 1908 cadde una valanga tra le 19:00 e le 20:00 a Goppenstein, non lontano da un albergo dove 30 persone stavano cenando. L'edificio è stato colpito dalla valanga è crollato, uccidendo all'istante 11 persone e una dodicesima persona, l'ingegnere Sylva, morta pochi giorni dopo per le ferite riportate.
Il 24 luglio 1908, durante la perforazione della galleria a livello della Gasterntal1, dopo l'esplosivo si aprì una sacca d'acqua e 6.000 m³ di materiale invasero improvvisamente la galleria, seppellendo 25 persone. All'origine di questo disastro una cattiva stima delle condizioni geologiche, avendo il sito attraversato una zona soffice composta da detriti alluvionali e morenici a 200 metri sotto la superficie della valle. Solo tre minatori della squadra sono riusciti a scappare in tempo. Nonostante gli sforzi dei soccorritori, non è stato possibile recuperare i corpi dei lavoratori sepolti. La conseguenza immediata del disastro è stata l'interruzione del lavoro per diversi mesi.
Il 10 ottobre 1912, sulla rampa sud della linea, crollò la volta del tunnel Viktoria, provocando la morte di due persone.
Inizialmente era prevista l'inaugurazione della linea il 1 marzo 1912, ma tale data non poté essere rispettata perché i preparativi per la costruzione del secondo binario, effettuati in due riprese, subirono dei ritardi. Il 15 luglio 1913, essendo pronta l'elettrificazione della linea, iniziò uno sfruttamento ridotto. Il 18 settembre 1913, il nuovo orario fu fissato con sette treni nord-sud al giorno e nove treni sud-nord. Quattro treni internazionali facevano parte di questi convogli giornalieri.
La linea, tuttavia, è rimasta a lungo a binario unico anche se gli ingegneri avevano assicurato che la posa di un secondo binario fosse facile. Tra il 1976 e il 1992, un nuovo progetto ha permesso di raddoppiare la linea su tutta la sua lunghezza, consentendo di aumentare le capacità della linea in vista del trasporto di auto al seguito. Anche i servizi passeggeri e il trasporto di merci hanno beneficiato di questi lavori.
Dal 2007, gran parte del traffico che interessava la tratta di valico è stato deviato attraverso la nuova galleria di base del Lötschberg.

## Caratteristiche
La linea, lunga 73,82 km, è elettrificata a 15 kV 16,7 Hz in corrente alternata.
Opera principale della linea è il traforo del Lötschberg di quasi 15 km di lunghezza, che costituisce con il Gottardo e il Sempione uno dei tre maggiori trafori ferroviari alpini della Svizzera. La linea del Lötschberg, insieme con la linea del Sempione di cui costituisce il prolungamento, rappresenta con la ferrovia del Gottardo uno dei due collegamenti ferroviari transalpini della Svizzera.
Nel giugno 2007 è stata aperta la nuova galleria di base del Lötschberg, costruita circa 400 metri al di sotto del livello della vecchia galleria, come parte del progetto AlpTransit.

### Percorso
| Unknown route-map component "CONTgq" | Unknown route-map component "STR+r" |  |

| Unknown route-map component "CONTgq" | Unknown route-map component "ABZg+r" |  |

| Station on track |

|  | Unknown route-map component "ABZgl" | Unknown route-map component "CONTfq" |

| Enter and exit tunnel |

| Non-passenger station/depot on track |

| Unknown route-map component "eDST" |

| Station on track |

| Station on track |

|  | Unknown route-map component "KRWgl" | Unknown route-map component "KRW+r" |

|  | Unknown route-map component "eDST" | Unknown route-map component "tSTRa" |

|  | Unknown route-map component "vSHI2gl-" | Unknown route-map component "tdSTR" |

|  | Unknown route-map component "vBHF" | Unknown route-map component "tdSTR" |

|  | Unknown route-map component "STR~L" | Unknown route-map component "tSTR~L" + Unknown route-map component "KRWgl" + Unknown route-map component "STR~R" | Unknown route-map component "tSTR~R" + Unknown route-map component "KRW+r" |

| Unknown route-map component "d" |  | Unknown route-map component "vSTRl-STRo" + Unknown route-map component "dSTR" | Unknown route-map component "vSHI2g+l-" + Unknown route-map component "dABZg+r" + Unknown route-map component "dPORTALg" |

|  | Unknown route-map component "vSHI2g+l-" | Unknown route-map component "dSTR" |

| Unknown route-map component "tSTR+l" | Unknown route-map component "tSTRe@fq" + Straight track | One way rightward |

| Unknown route-map component "tSTR" | Station on track |  |

| Unknown route-map component "tSTR" | Station on track |  |

| Unknown route-map component "tSTR" | Enter and exit tunnel |  |

| Unknown route-map component "tSTR" | Non-passenger station/depot on track |  |

| Unknown route-map component "tSTR" | Enter and exit tunnel |  |

| Unknown route-map component "tSTR" | Station on track |  |

| Unknown route-map component "tSTR" | Unknown route-map component "tSTRa" |  |

| Unknown route-map component "tSTR2" | Unknown route-map component "tDST" + Unknown route-map component "tSTRc3" |  |

| Unknown route-map component "tSTRc1" | Unknown route-map component "tSTR2+4" + Unknown route-map component "lMKRZ2+4o" + Unknown route-map component "tSTR" | Unknown route-map component "tSTRc3" |

| Unknown route-map component "d" |  | Unknown route-map component "tSTRe" + Unknown route-map component "tSTRc1" | Unknown route-map component "tSTR2+4" | Unknown route-map component "tdSTRc3" |

| Unknown route-map component "d" |  | Station on track | Unknown route-map component "tSTRc1" | Unknown route-map component "tdSTR+4" |

| Unknown route-map component "d" |  | Unknown route-map component "KRWgl" | Unknown route-map component "KRW+r" | Unknown route-map component "tdSTR" |

| Unknown route-map component "d" |  | Enter and exit short tunnel | Enter and exit tunnel | Unknown route-map component "tdSTR" |

| Unknown route-map component "d" |  | Unknown route-map component "KRWg+l" | Unknown route-map component "KRWr" | Unknown route-map component "tdSTR" |

| Unknown route-map component "d" |  | Station on track | Unknown route-map component "tSTRc2" | Unknown route-map component "tdSTR3" |

| Unknown route-map component "d" |  | Non-passenger station/depot on track + Unknown route-map component "tSTRc2" | Unknown route-map component "tSTR3+1" | Unknown route-map component "tdSTRc4" |

| Unknown route-map component "tSTRc2" | Unknown route-map component "tSTR3+1" + Straight track | Unknown route-map component "tSTRc4" |

| Unknown route-map component "tSTR+1" | Unknown route-map component "hKRZWae" + Unknown route-map component "tSTRc4" |  |

| Unknown route-map component "tSTR" | Station on track |  |

| Unknown route-map component "tSTR" | Non-passenger station/depot on track |  |

| Unknown route-map component "tSTR" | Station on track |  |

| Unknown route-map component "tSTR" | Station on track |  |

| Unknown route-map component "tSTRe" | Non-passenger station/depot on track |  |

| Unknown route-map component "hKRZWae" | Unknown route-map component "hKRZWae" |  |

| Unknown route-map component "dCONTgq" | Unknown route-map component "ABZql" | Unknown route-map component "ABZg+r" | Unknown route-map component "d" |  |

| Unknown route-map component "dCONTgq" | Unknown route-map component "ABZ+rxl" | Unknown route-map component "eKRZo" | Unknown route-map component "exLSTR+r" | Unknown route-map component "d" |

| Station on track | Station on track | Unknown route-map component "exLSTR" |

| Unknown route-map component "d" | One way leftward | Unknown route-map component "KRZo" | Unknown route-map component "eABZql" | Unknown route-map component "dCONTfq" |

| Unknown route-map component "dCONTgq" | Unknown route-map component "tSTRe@fq" | One way rightward |  | Unknown route-map component "d" |

In passato, fino all'inizio degli anni novanta, la linea era attraversata nel periodo estivo dal terno internazionale Riviera Express, che collegava il ponente della Riviera ligure con Amsterdam, che nel periodo estivo veniva istradato attraverso la ferrovia del Sempione, mentre nel periodo invernale il treno veniva istradato attraverso la ferrovia del Gottardo. Nel periodo estivo tale treno transitava da Briga a Berna sulla rete BLS attraverso la linea del Lötschberg, la Thunerseebahn e la Gürbetalbahn, proseguendo poi da Berna per Basilea sulla rete delle Ferrovie Federali Svizzere attraversando la Berna-Olten e la linea dell'Hauenstein.

#### La galleria di base del Lötschberg
Il nuovo tunnel di base del Lötschberg, inaugurato il 16 giugno 2007 e lungo 34,6 km, collega direttamente la pianura del Rodano all'altezza di Raron a Frutigen. Il traffico di transito passa ora attraverso questo tunnel di base. La nuova linea è stata fin da subito attraversata dal traffico merci, mentre il traffico passeggeri ha iniziato a circolare con il cambio annuale di orario del 9 dicembre 2007. La vecchia linea è ancora utilizzata per servire i vari villaggi con treni regionali da Spiez a Briga, nonché come autostrada ferroviaria tra Kandersteg e Goppenstein. Questa linea conserva il suo carattere turistico e storico.

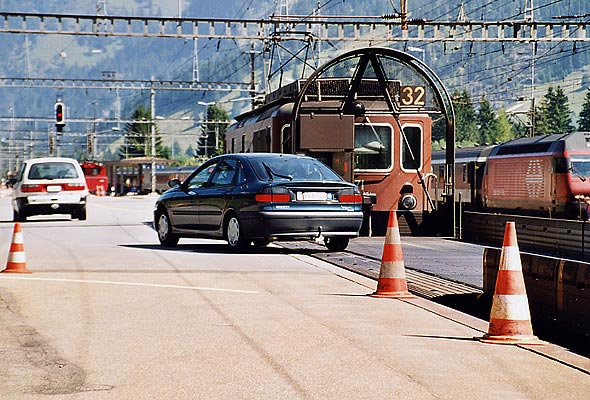
Scarico delle auto a Kandersteg

Il traforo del Lötschberg, lungo 14,6 km, attraversa le Alpi svizzere fra le stazioni di Kandersteg, nel Canton Berna, e di Goppenstein, nel Canton Vallese.